# 444 Gyptis
444 Gyptis هو كويكب، يقع ضمن حزام الكويكبات. اكتشف في 31 مارس 1899.

## روابط خارجية
- 444 Gyptis في قاعدة بيانات مختبر الدفع النفاث لأجرام النظام الشمسي الصغيرة

- الاكتشاف · مخطط المدار ·  العناصر المدارية · المعلمات المادية

- 444 Gyptis على موقع ويكي سكاي: DSS2, SDSS, GALEX, IRAS, Hydrogen α, X-Ray, Astrophoto, Sky Map, Articles and images